# Меши-Захав, Йехуда
Йехуда Меши-Захав (ивр. יהודה משי זהב‎; 19 июля 1959, Меа Шеарим — 29 июня 2022, Иерусалим) — израильский ультраортодоксальный активист и общественный деятель. Основатель и бывший председатель организации «ЗАКА».

## Биография
Йехуда Меши-Захав родился в ультраортодоксальной семье в районе Меа-Шеарим в Иерусалиме. Его родители были Менахем-Мендл Меши-Захав и Сарра Зисель, дочь раввина Йосефа Шайнбергера. Учился в талмуд-торе «Древо жизни» и в иешивах «Тиферет Исраэль», «Охель Яаков» и «Тора Ор». С 1983 по 1986 год учился в коллеле «Город Давида».
В молодости он был одним из лидеров протестов общины харедим против Государства Израиль и его институтов. В результате, по его словам, его десятки раз задерживала полиция. В этот период Меши-Захав был назван «Камбацем (оперативным офицером) ультраортодоксальной общины». Его прозвище в полицейской радиосети (которую он обычно слушал) было «13 Black».
Меши-Захав был редактором газеты общины харедим «Хаэда». Вместе со своим братом Цви он опубликовал семь книг о борьбе общины харедим в Израиле.

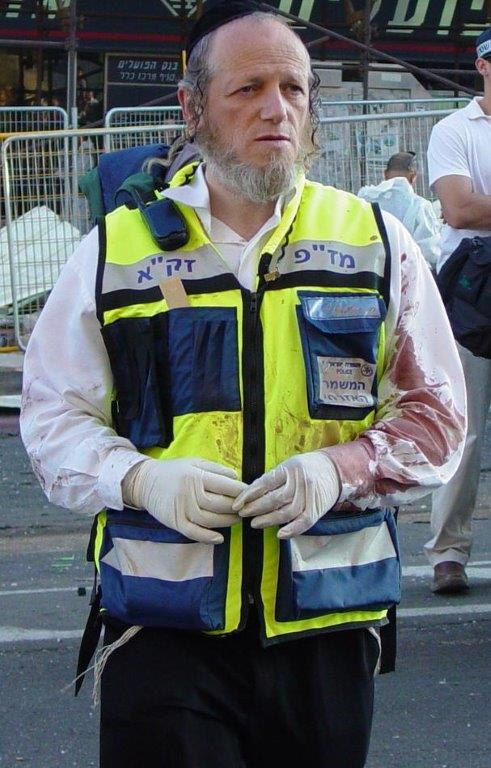
Меши-Захав на месте теракта в 2003 году

Во время нападения на автобус № 405 в 1989 году Меши-Захав прибыл с другими мальчиками из ешивы, чтобы оказать первую помощь пострадавшим. По пути домой он пришёл к выводу, что если в глазах врага все равны, то и в его глазах тоже. В 1990-х годах он приезжал на места терактов смертников в Израиле, среди прочего, и заботился о телах убитых. В результате была основана ЗАКА (опознание жертв катастроф). В качестве председателя ЗАКА он работал над межрелигиозным и светским примирением.
В 2003 году он, как один из основателей ЗАКА, зажёг факел на церемонии зажжения факела на горе Герцля. Люди в общине харедим критиковали его за это, в частности за то, что он объявил церемонию «славой Государства Израиль».

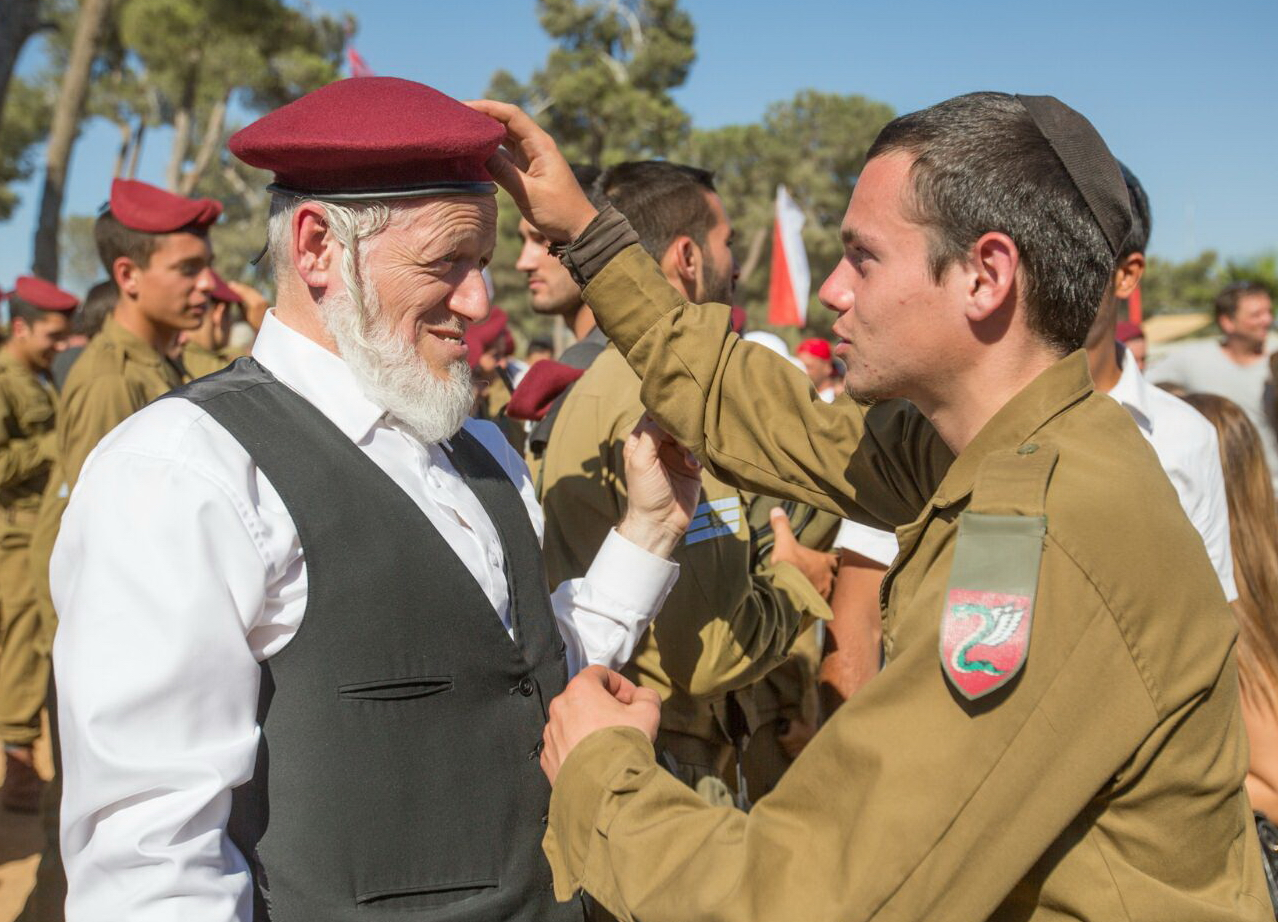
Меши-Захав с сыном на церемонии Армии обороны Израиля

Трое его сыновей зачислены в Армию обороны Израиля, двое из них на боевую службу, в Голани и в десантники. Во время Второй ливанской войны он основал движение «Израиль вместе», в котором работали добровольцы, помогавшие жителям северных общин. Во время операции «Нерушимая скала» он раскритиковал руководство харедим за то, что оно не присутствовало на похоронах солдат ЦАХАЛа и не утешало семьи погибших.
В 2018 году он вместе с Кармит Наими и другой организацией «Эшет Лапидот» основал женскую организацию в нескольких странах мира, которая занимается оказанием помощи населению. Организация организует курсы реанимации для женщин, заботится о нуждающихся соседях, поддерживает солдат-харедим, которые не могут вернуться домой, и многое другое.
Меши-Захав был членом комитетов по содействию вербовке евреев-харедим в Армию обороны Израиля и их интеграции на рынок труда. Он также участвовал в общественном комитете, созданном начальником генштаба Авивом Кохави в декабре 2019 года для проверки фальсификации числа харедим, зачисленных в Армию обороны Израиля в последние годы.
В последние годы жизни был обвинён в педофилии и других секс-преступлениях.

## Награды
- 2001 — Награда Министерства социального обеспечения и благосостояния Израиля
- 2001 — Выдающийся доброволец Организации Объединённых Наций
- 2003 — Президентский подарок волонтёру
- 2003 — Зажигает маяк в День Независимости
- 2004 — Награда министра здравоохранения
- 2010 — Гражданская награда за безопасность дорожного движения
- 2014 — Шедевр Лионской международной организации
- 2018 — Rotary Shield от International Rotary Ethics
- 2018 — избран одним из 100 самых влиятельных людей еврейской нации по версии еврейской газеты Algemeiner Journal[8]
- 2021 — лауреат Премии Израиля за особый вклад в общество и государство[9], но отказался от премии в связи с публикацией обвинений его в изнасилованиях[10]